# Australian Indoor Championships 1974
L'Australian Indoor Championships 1974 è stato un torneo di tennis giocato cemento indoor dell'Hordern Pavilion di Sydney in Australia. Il torneo fa parte del Commercial Union Assurance Grand Prix 1974. Si è giocato dal 13 al 20 ottobre 1974.

## Campioni

### Singolare maschile
John Newcombe ha battuto in finale  Cliff Richey con il punteggio di 6–4, 6–3, 6–4

### Doppio maschile
Ross Case /  Geoff Masters hanno battuto in finale  John Newcombe /  Tony Roche con il punteggio di 6–4, 6–4